# Andohahela nationalpark
Andohahela nationalpark är en nationalpark i Madagaskar.   Den ligger i distriktet Toliara I och regionen Atsimo-Andrefanaregionen, i den södra delen av landet, 600 km söder om huvudstaden Antananarivo. Andohahela nationalpark ligger 1 869 meter över havet.
Nationalparken ingår sedan 2007 i världsarvet Atsinananas regnskogar.
Naturen i nationalparken är blandad med torra skogar som kännetecknas av taggiga växter, med regnskogar och med våtmarker. I vissa områden växer den sällsynta palmen Dypsis decaryi. I skyddsområdet registrerades 12 arter av lemurer, 129 fågelarter, cirka 75 kräldjursarter och ungefär 50 groddjursarter.
Terrängen i Andohahela nationalpark är bergig åt sydost, men åt nordväst är den kuperad. Andohahela nationalpark ligger uppe på en höjd. Runt Andohahela nationalpark är det glesbefolkat, med 15 invånare per kvadratkilometer. I Andohahela nationalpark växer i huvudsak städsegrön lövskog.